# Mausio
Mausio (bürgerlich Claudio Mikulski) ist ein deutscher Musikproduzent und DJ aus Herne, der beim Major-Label Warner Music unter Vertrag steht. Sein Musikstil lässt sich als eine Mischung aus Techno, Hip-Hop, Dubstep und Psytrance beschreiben, wobei er das von ihm geschaffene Genre selbst als Future Techno bezeichnet.

## Karriere
Der bis dahin vor allem von deutschsprachigem Hip-Hop geprägte Mikulski kam das erste Mal in Kontakt mit elektronischer Musik, als er Skrillex’ Lied Scary Monsters and Nice Sprites hörte. Nach seinem Schulabschluss im Alter von 16 Jahren begann er, mithilfe der Digital Audio Workstation FL Studio eigene Musik zu produzieren und diese seinem Bekanntenkreis über Facebook und Soundcloud zugänglich zu machen. Im Anschluss an eine Ausbildung als Industriekaufmann veröffentlichte er im Jahr 2017 sein Debütalbum Censored und die selbstbetitelte Mausio EP. Auf letztgenannter ist außerdem der Titel Krustenf!cker enthalten, der aus geremixten Zitaten aus dem Film Hautnah besteht und mit mehreren Millionen Aufrufen auf YouTube und Spotify sein bis dahin erfolgreichstes Lied darstellte. Gute Verkaufs- und Streamingzahlen, auch durch seine nachfolgende Single Through the Night, sowie eine wachsende Fangemeinschaft führten in den Folgemonaten und -jahren zu einigen Auftritten als Headliner in Deutschland, Österreich und der Schweiz, beispielsweise bei den Festivals Parookaville, Airbeat One, Ikarus Festival und New Horizons oder in beliebten Szeneclubs wie dem Kölner Bootshaus.
Im Januar 2020 wurde Mausio beim Major-Label Warner Music unter Vertrag genommen.

## Diskografie

### Alben
Studioalben
- 2017: Censored
- 2022: Uncensored

EPs
- 2017: Mausio

Mixtapes
- 2020: Mixed (DJ Mix)

### Singles
- 2015: Fuck Her Pussy
- 2016: Toll
- 2016: Bastardsohn
- 2018: Addicted
- 2019: Through the Night (feat. Bibiane Z)
- 2019: Maniac
- 2020: Care to Know (feat. Whoisrune)[10]
- 2020: Friends[5]
- 2020: Love in Your Eyes (feat. Bibiane Z)[11]
- 2020: Acidbounce[12]
- 2020: You & Me (feat. Malou)
- 2020: Power
- 2021: Spread Love (feat. Bibiane Z)
- 2022: Ghost (feat. Roxen)
- 2022: Dance
- 2022: I’m a Mess
- 2022: Try